# Scoliocentra mongolicus
Scoliocentra mongolicus är en tvåvingeart som beskrevs av Papp och Woznica 1993. Scoliocentra mongolicus ingår i släktet Scoliocentra och familjen myllflugor.
Artens utbredningsområde är Mongoliet. Inga underarter finns listade i Catalogue of Life.